# لیو یونچانگ
لیو یونچانگ (انگلیسی: Liu Yunchang; ۲۰ فوریهٔ ۱۹۱۲ – ۱۹۹۳) بازیکن بسکتبال اهل چین بود. وی در بازی‌های المپیک تابستانی ۱۹۳۶ شرکت کرده‌است.